# Каменный Брод (Кировоградская область)
Каменны́й Брод (укр. Кам'яни́й Брід) — село в Благовещенской городской общине Голованевского района Кировоградской области Украины.
До 2020 года входило в Благовещенский район
Население по переписи 2001 года составляло 910 человек. Телефонный код — 5259.